# جسور حسنوف
جسور أورزيقولوفيتش حسنوف (بالألفبائية الكيريلية: Жасур Ҳасанов) (مواليد 2 أغسطس 1983 في جيزك، أوزبكستان) هو لاعب كرة قدم أوزبكستاني يلعب حالياً مع نادي نسف قرشي. عادة ما يلعب دور لاعب خط الوسط الأيسر.
حسنوف لاعب أساسي في صفوف منتخب أوزبكستان.

## المسيرة الرياضية مع الأندية
بدأ حسنوف مسيرته الكروية في سوجديانا جيزاخ وهو ناد لكرة القدم مقره في مسقط رأسه جيزك في سن 16.

### بونيودكور
وقع حسنوف مع نادي بونيودكور بطل الدوري الأوزبكي في عام 2007. سرعان ما أصبح عضوًا أساسيًا في الفريق حيث قاد بونيودكور إلى أول بطولة على الإطلاق في الدوري الأوزبكي عام 2008 ومرة أخرى في عامي 2009 و2010.
في عام 2009 حصل على المركز الثالث في جائزة أفضل لاعب في أوزبكستان خلف زميله ريفالدو وعادل أحمدوف.

### لخويا
في عام 2010 تم إعارة حسنوف إلى نادي لخويا القطري. حسنوف ساعدهم في الفوز بأول بطولة على الإطلاق في دوري نجوم قطر خلال السنة الأولى من ترقية النادي إلى الدوري الأول.
في 7 يوليو 2011 تم الإعلان عن عودة حسنوف إلى بونيودكور بعد أن انتهت مدة إعارته إلى لخويا.

### قطر
في 24 أغسطس 2011 تم التأكيد مرة أخرى لوسائل الإعلام على أن حسنوف قد تم إعارته لناد قطري آخر وهو نادي قطر بعقد لمدة عام واحد. من المقرر أن يحل محل العراقي قصي منير. أعرب رئيس نادي قطر ناصر آل ثاني عن سعادته بالصفقة قائلا: «نحن سعداء للغاية بالتعاقد مع حسنوف الذي قدم سلسلة من العروض المتناسقة خلال الموسم الماضي مع لخويا. إنه أفضل لاعب في المنتخب الوطني الأوزبكي. نحن متأكدون من أنه سيحقق نجاحا كبيرا في قطر». غادر النادي بعد فشله في حجز مكان له في التشكيلة الأساسية.

## الأهداف الدولية
| # | التاريخ      | الملعب                                | الخصم  | التسجيل | النتيجة | المنافسة                                 |
| - | ------------ | ------------------------------------- | ------ | ------- | ------- | ---------------------------------------- |
| 1 | 2 يناير 2011 | الشارقة                               | الأردن | 2–2     | التعادل | ودية                                     |
| 2 | 8 يونيو 2012 | ملعب مدينة كميل شمعون الرياضية، بيروت | لبنان  | 1–1     | التعادل | تصفيات كأس العالم لكرة القدم 2014 (آسيا) |

## الإنجازات

### الأندية
- بونيودكور
  - الدوري الأوزبكي (3): 2008 - 2009 - 2010
- لخويا
  - الدوري الأوزبكي (1): 2010-11

### المنتخب
- منتخب أوزبكستان
  - المركز الرابع في كأس آسيا (1): 2011